# Sendim (Felgueiras)
Sendim ist eine Gemeinde (Freguesia) im portugiesischen Kreis Felgueiras. In ihr leben 1564 Einwohner (Stand 19. April 2021).
Aus der Zeit der römischen Besiedlung stammen die Ausgrabungen der Villa von Sendim (datiert in das 4. Jahrhundert).